# 興正 (大理)
興正（こうせい）は、雲南で興った後理国最後の君主である段興智の時代に使用された説がある元号。1251年から1254年にかけて使用された可能性がある。詳細な考証は利正を参照。